# 横山悠衣
横山 悠衣（よこやま ゆい、1986年11月13日 - ）は、日本の元バスケットボール選手。ニックネームは「ココ」。ポジションはフォワード。千葉県出身。

## 来歴
塩浜小学校でバスケを始め、塩浜中学校を経て市立柏高校に進み、2・3年の時にインターハイ出場。
その後、専修大学に進学。4件連続でインカレに出場。ユニバーシアード日本代表にも選ばれる。
卒業後、トヨタ自動車に入社。2012年引退。

## 経歴
- 市立柏高校 - 専修大学 - トヨタ自動車（2009年〜2012年）

## 日本代表歴
- 2006年李相佰盃日・韓大学代表バスケットボール競技大会
- 2007年ユニバーシアード